# Louis Ende
Louis Ende (* 16. Mai 1840 in Tütz, Kreis Deutsch Krone; † 19. Juli 1900 in München) war ein deutscher Baumeister, der in München tätig war.

## Leben
Die Waldkolonie Pasing, im Süden des damals noch selbständigen westlichen Münchner Vororts Pasing gelegen, wurde ab 1894 von Louis Ende geplant, der aus dem Büro August Exter hervorging und die Planungen für die ebenfalls vor dem Ersten Weltkrieg entstandenen weiter nördlich gelegenen Villenkolonien Pasing I und Pasing II kannte.
Ende errichtete in den letzten Jahren seines Lebens vor allem Villen in der Waldkolonie Pasing. Er selbst wohnte nach 1895 in der Waldkolonie, zunächst Katharinenstraße 5 (heute Endeweg 5) und später in der Wehnerstraße 8, etwa 180 Meter nordwestlich seines vorigen Wohnsitzes.
Louis Ende war der Bruder des bekannten Berliner Architekten Hermann Ende.
Nach Louis Ende wurde der Endeweg, ursprünglich Katharinenstraße, in der Waldkolonie Pasing benannt. Sein Sohn Max Ende wurde ebenfalls Architekt. Er baute die Villa Maria-Eich-Straße 49 in der Waldkolonie Pasing.

## Bauwerke
- Waldkolonie Pasing:

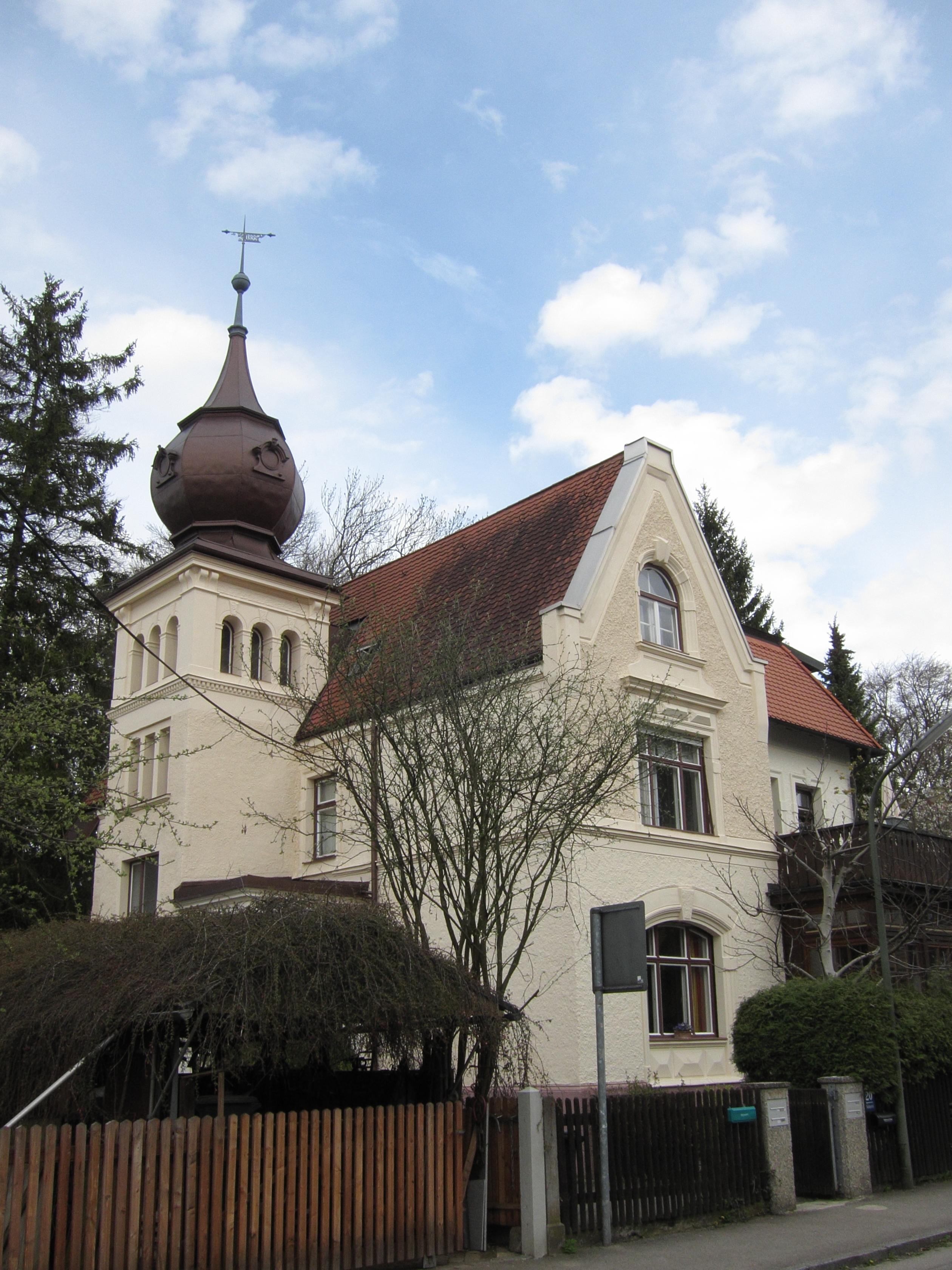
Haus Wehnerstraße 20 im Stadtteil Pasing von München

  - Endeweg 5 (Villa), früher Am Stadtpark 43
  - Wehnerstraße 7 (Villa)
  - Wehnerstraße 11 (Villa)
  - Wehnerstraße 19 (Villa)
  - Wehnerstraße 20 (Villa)